# 로건 오브라이언
로건 오브라이언(Logan O'Brien, 1992년 1월 21일 ~ )은 미국의 배우, 가수, 텔레비전 배우이다.
로스앤젤레스에서 태어났다.

## 영화
- 세레니티 (2005년)
- 기적의 계절 (1999년)
- 스마트 하우스 (1999년)